# 银汉镇
银汉镇，是中华人民共和国四川省南充市蓬安县下辖的一个乡镇级行政单位。

## 行政区划
银汉镇下辖以下地区：
银汉社区、钟离村、指碑村、大红村、缩三村、新安村、栽秧村、长远村、向阳村、吕广村、新龙村、石马村和川主村。